# Пирс, Чарльз Сандерс
Ча́рльз Са́ндерс Пирс (англ. Charles Sanders Peirce; 10 сентября 1839, Кембридж, Массачусетс — 19 апреля 1914, Милфорд, Пенсильвания) — американский философ, логик, математик, основоположник прагматизма и семиотики.
Ввёл в философию термин фанерон, предложил концепции тихизма, синехизма, прагматицизма. В логику — абдукцию, стрелку Пирса, в картографию — проекцию Пирса. Немецкий философ Апель назвал Пирса «Кантом американской философии». Предвосхитил некоторые из основных идей Поппера.
Значительная часть творческого наследия Пирса существует в виде неопубликованных при его жизни рукописей, интерес к систематическому изучению которых пробудился ближе к середине XX века — особенно со стороны исследователей-«пирсоведов» из США, где он известен прежде всего как один из «отцов прагматизма».

## Биография
Родился в Кэмбридже (Массачусетс), сын Бенджамина Пирса, профессора астрономии и математики в Гарвардском университете.
В 1863 получил степень магистра по химии.
В октябре 1862 года женился на Зине Фэй (Melusina Fay), известной американской феминистке. Вскоре после официального развода с ней в 1883 году женился на Джульетте Фруасси, женщине неясного происхождения, предположительно уроженке Франции, с которой и жил до самой смерти.
Всю жизнь страдал от лицевой невралгии, негативно влиявшей на уравновешенность характера и общительность, однако со времени обучения в Гарварде в круг его друзей входили Фрэнсис Эббот, Уильям Джемс и Чонси Райт. Вместе они составили так называемый Метафизический клуб.
С 1867 года — член Американской академии искусств и наук, с 1877 — член Национальной академии наук США.
Работал в астрономической лаборатории на должности ассистента, в 1877 году предложил определить эталон метра кратно длине волны светового излучения определённой частоты
В 1879 назначен преподавателем логики в университете Джонса Хопкинса, где работал до 1884 года. Во время работы там он выпустил «Исследования по логике членов университета Джона Хопкинса» (англ. Studies in Logic by Members of the Johns Hopkins University, 1883), куда попали его собственные труды, а также материалы Аллана Маркванда, Кристины Лэдд, Бенджамина Ивс Гилмана и Оскара Говарда Митчелла. Это был единственный академический пост в жизни учёного.
Умер в нищете.

## Творческое наследие

#### Концепция синехизма
Концепция синехизма является частью творческого наследия Пирса, относящейся к философии. Пирс предложил термин «синехизм» (англ. synechism), ставший итогом его философских размышлений на тему непрерывности, являющейся основополагающим понятием для современной математики и физики. По Пирсу, синехизм предполагает существование некого способа градации по степени непрерывности.
Эти философские рассуждения стали продолжением его математических исследований, результаты которых он изложил в работе «Порядки бесконечного», датированной 1860 годом. В ней он самостоятельно сформулировал базовую идею для определения кардинальных чисел, сделав это раньше, чем Георг Кантор, опубликовавший аналогичное исследование на тему иерархии алефов лишь в 1895 году. Идея о том, что можно хотя бы на качественном уровне, но всё же различать, оценивать, иерархически упорядочивать «непрерывное» (по аналогии с тем, как математики проделывают это с «бесконечным») настолько воодушевила Пирса, что он назвал её «мастер-ключом, открывающим двери философии».
Пирс полагал, что с философской точки зрения подлинной непрерывностью обладают лишь пространство, время, законы природы, логики и прочие фундаментальные закономерности бытия Понятие синехизма понадобилось Пирсу, чтобы выразить свою идею о том, что («сильная») непрерывность Времени, Пространства и Законов заведомо превосходит любую другую («слабую») непрерывность: все прочее тоже можно называть непрерывным, но лишь условно, упрощая, с некоторой натяжкой, находясь при этом в рамках тех или иных (философских, математических и пр.) спекуляций.
Философское различение Пирсом градаций непрерывности имеет также и теологический аспект. Так, в рукописях 1893 года «Бессмертие в свете синехизма» и других Пирс утвердительно отвечает на вопрос о бессмертии души с позиций синехизма. Согласно синехизму Пирса, душа не исчезает, не прерывает свое бытие после смерти, продолжая свое существование в духовном и общественном сознании человечества, а также, — что самое главное, — в силу её принадлежности, общности с некими фундаментальными, «архетипическими» идеями, истинами и законами устройства Вселенной, обладающими свойством Непрерывности в высшем её проявлении.
Сходные (на качественном уровне) мысли и формулировки можно найти, например, у Фомы Аквинского, который утверждал, что оmnе ens est unum («все сущее едино»), подразумевая, что степень («градус») единства нарастает по мере приближения к единому источнику Бытия, то есть к Богу.

## Публикации сочинений
- Collected Papers of Charles Sanders Peirce / Eds. C. Hartshorne, P. Weiss (Vol. 1-6); A. Burks (Vol. 7-8). — Harvard: Harvard University Press, 1931—1958.
- Writings of Charles S. Peirce: A Chronological Edition: Vol. 1-8 / Peirce Edition Project (eds.). — Bloomington: Indiana University Press, 1982—2010.

### Сочинения, изданные в русском переводе
- Пирс, Ч. С. Избранные философские произведения. — М.: Логос, 2000. — 412 с. — ISBN 5-8163-0014-8.
- Пирс, Ч. С. Принципы философии. — СПб.: С.-Петерб. филос. о-во, 2001. — 541 с. — ISBN 5-93597-016-3.
- Пирс, Ч. С. Рассуждение и логика вещей: Лекции для Кембриджских конференций 1898 года / с «Введением» К. Л. Кетнера и Х. Патнема и «Комментариями к лекциям» Х. Патнема; науч. ред. Д. Г. Лахути и В. К. Финна; пер. с англ. Д. Г. Лахути и др. — М.: РГГУ, 2005. — 376 с. — ISBN 978-5-7281-0597-8
- Пирс, Ч. С. Что такое знак? Архивная копия от 14 июня 2013 на Wayback Machine // Вестн. Томского гос. ун-та. Сер. Философия. Социология. Политология. — 2009. — № 3 (7). — С. 88-95 / пер. с англ. А. А. Аргамаковой; с предисл. к публ. С. 86-87.